# Бенджамін Спок
Бенджамін Спок (англ. Benjamin McLane Spock; 2 травня 1903, Нью-Гейвен — 15 березня 1998, Ла-Хоя) — американський педіатр, автор книги-бестселера «Дитина і догляд за нею».

## «Дитина і догляд за нею»
Книга «Дитина і догляд за нею» стала одним із бестселерів всіх часів. Від моменту її публікації 1946 року в світі було продано 50 мільйонів примірників.

## Вчення
Доктор Спок вчив батьків довіряти власним інстинктам і здоровому глузду, демонструвати малюкам свою любов і розуміти, що всі діти різні.
У 1960-х ці уявлення стали панівними. Тоді якраз набула поширення побутова техніка та одноразові підгузки, що залишило матерям значно більше часу на пестощі й ігри, ніж мали батьки першої половини століття.